# Соколовская сельская община
Соколовская сельская община (укр. Соколівська сільська громада) — территориальная община в Кропивницком районе Кировоградской области Украины.
Административный центр — село Соколовское.
Население составляет 10320 человек. Площадь — 403,9 км².
Община создана 18 августа 2016 года путём объединения территорий Вишняковского, Ивановского, Карловского, Назаровского и Соколовского сельских советов Кировоградского района. 12 июня 2020 года к общине были присоединены Вольненский, Ивано-Благодатненский и Николаевский сельские советы Кропивницкого района и Дыминский сельский совет Новоукраинского района.

## Населённые пункты
В состав общины входят 1 посёлок и 21 село:
- Соколовское
  - Липовое
  - Новая Павловка
  - Новопетровка
  - Черняховка
- Вишняковский старостинский округ:
  - Вишняковка
- Вольненский старостинский округ:
  - Вольное
- Дыминский старостинский округ:
  - Дымино
- Ивановский старостинский округ:
  - Безводня
  - Ивановка
- Ивано-Благодатненский старостинский округ:
  - Ивано-Благодатное
- Карловский старостинский округ:
  - Аннинское
  - Дарьевка
  - Карловка
- Назаровский старостинский округ:
  - Назаровка
  - Оленовка
- Николаевский старостинский округ:
  - Посёлок Шестаковка
  - Николаевка
  - Корлюговка
  - Олено-Косогоровка
  - Украинка
  - Шевченково